# قنصور شوكي
قنصور شوكي (الاسم العلمي:Colutea armata) هي نوع نباتي يتبع جنس القنصور من فصيلة البقولية.